# هنري أوبراين
هنري أوبراين (بالإنجليزية: Henry O'Brien)‏ هو دراج أمريكي، ولد في 5 أبريل 1910 في سان خوسيه في الولايات المتحدة، وتوفي في 18 أبريل 1973.

## وصلات خارجية
- هنري اوبراين على موقع إحصائيات الدراجات الإحترافية (الإنجليزية)
- هنري اوبراين على موقع أوليمبيديا (الإنجليزية)